# Hebron (Maryland)
Hebron – miasto w Stanach Zjednoczonych, w stanie Maryland, w hrabstwie Wicomico.